# Coupe du monde de cyclisme sur piste 2013-2014
Navigation
Coupe du monde 2012-2013 Coupe du monde 2014-2015
La Coupe du monde de cyclisme sur piste 2013-2014 est une compétition organisée par l'UCI qui regroupe plusieurs épreuves de cyclisme sur piste. La saison débute le 1er novembre 2013 et se termine le 19 janvier 2014. Pour cette saison, trois manches sont au programme.
Au classement par nations, l'Allemagne est double tenante du titre.

## Calendrier
| Date               | Lieu           |
| ------------------ | -------------- |
| 1-3 novembre 2013  | Manchester     |
| 5-7 décembre 2013  | Aguascalientes |
| 17-19 janvier 2014 | Guadalajara    |

## Classement par nations
| Rang | Pays/Équipe      | Manche 1 | Manche 2 | Manche 3 | Total  |
| ---- | ---------------- | -------- | -------- | -------- | ------ |
| 1    | Grande-Bretagne  | 2342.0   | 2396.5   | 1458.0   | 6196.5 |
| 2    | Australie        | 1807.5   | 2062.0   | 1701.5   | 5571.0 |
| 3    | Russie           | 1647.5   | 1373.0   | 1733.0   | 4753.5 |
| 4    | Allemagne        | 1556.1   | 1710.0   | 1454.5   | 4720.6 |
| 5    | Espagne          | 1211.0   | 1174.0   | 1372.0   | 3757.0 |
| 6    | France           | 1192.0   | 1017.0   | 1391.5   | 3600.5 |
| 7    | Pays-Bas         | 991.0    | 988.5    | 1208.0   | 3187.5 |
| 8    | Nouvelle-Zélande | 724.5    | 778.0    | 1156.0   | 2658.5 |
| 9    | Italie           | 1121.0   | 676.0    | 780.0    | 2577.0 |
| 10   | Pologne          | 905.0    | 696.0    | 946.5    | 2547.5 |

## Hommes

### Kilomètre

#### Résultats
Le record du monde de la spécialité est battu lors de la manche d'Aguascalientes. Cinq coureurs passent sous les 58 s 875, record établi par le Français Arnaud Tournant en 2001. François Pervis s'impose en parcourant le kilomètre en 56 s 303, nouveau record du monde, à une vitesse moyenne de 63,939 km/h.
| Lieu           | Vainqueur        | Deuxième         | Troisième      |
| -------------- | ---------------- | ---------------- | -------------- |
| Manchester     | Pas d'épreuve    | Pas d'épreuve    | Pas d'épreuve  |
| Aguascalientes | François Pervis  | Maximilian Levy  | Joachim Eilers |
| Guadalajara    | Scott Sunderland | Krzysztof Maksel | Hugo Haak      |

#### Classement
| Pos. | Coureur              | Man | Agua | Gua | Pts |
| 1.   | Krzysztof Maksel     |     | 90   | 135 | 225 |
| 2.   | Hugo Haak            |     | 105  | 120 | 225 |
| 3.   | Simon van Velthooven |     | 82   | 113 | 195 |
| 4.   | Scott Sunderland     |     |      | 150 | 150 |
| 5.   | François Pervis      |     | 150  |     | 150 |
| 6.   | Maximilian Levy      |     | 135  |     | 135 |
| 7.   | Bernard Esterhuizen  |     | 39   | 82  | 121 |
| 8.   | Joachim Eilers       |     | 120  |     | 120 |
| 9.   | Hodei Mazquiaran     |     | 54   | 66  | 120 |
| 10.  | Eric Engler          |     | 113  |     | 113 |

### Keirin

#### Résultats
| Lieu           | Vainqueur        | Deuxième         | Troisième             |
| -------------- | ---------------- | ---------------- | --------------------- |
| Manchester     | François Pervis  | Maximilian Levy  | Hersony Canelón       |
| Aguascalientes | Matthew Crampton | Tobias Wächter   | Shane Perkins         |
| Guadalajara    | Matthijs Büchli  | Santiago Ramírez | Lewis Alexander Oliva |

#### Classement
| Pos. | Coureur               | Man | Agua | Gua | Pts |
| 1.   | Matthijs Büchli       | 1   | 113  | 150 | 264 |
| 2.   | Tobias Wächter        | 105 | 135  |     | 240 |
| 3.   | Lewis Alexander Oliva | 30  | 66   | 120 | 216 |
| 4.   | Christos Volikakis    |     | 105  | 82  | 187 |
| 5.   | Simon van Velthooven  | 49  | 36   | 90  | 175 |
| 6.   | Edward Dawkins        | 98  |      | 66  | 164 |
| 7.   | Hugo Barrette         | 49  |      | 113 | 162 |
| 8.   | Matthew Crampton      |     | 150  |     | 150 |
| 9.   | François Pervis       | 150 |      |     | 150 |
| 10.  | Francesco Ceci        | 66  | 24   | 60  | 150 |

### Vitesse individuelle

#### Résultats
| Lieu           | Vainqueur         | Deuxième        | Troisième     |
| -------------- | ----------------- | --------------- | ------------- |
| Manchester     | Robert Förstemann | Njisane Phillip | Shane Perkins |
| Aguascalientes | Matthew Glaetzer  | Jason Kenny     | Pavel Kelemen |
| Guadalajara    | Hugo Haak         | Max Niederlag   | Sam Webster   |

#### Classement
| Pos. | Coureur           | Man | Agua | Gua | Pts |
| 1.   | Edward Dawkins    | 66  | 113  | 113 | 292 |
| 2.   | Matthew Glaetzer  | 105 | 150  |     | 255 |
| 3.   | Njisane Phillip   | 135 | 82   |     | 217 |
| 4.   | Robert Förstemann | 150 | 49   |     | 199 |
| 5.   | Hugo Haak         |     | 36   | 150 | 186 |
| 6.   | Max Niederlag     | 45  |      | 135 | 180 |
| 7.   | Maximilian Levy   | 74  | 105  |     | 179 |
| 8.   | Michaël D'Almeida | 82  | 90   |     | 172 |
| 9.   | Matthew Archibald | 30  | 42   | 98  | 170 |
| 10.  | Jason Kenny       | 15  | 135  |     | 150 |

### Vitesse par équipes

#### Résultats
| Lieu           | Vainqueur                                                  | Deuxième                                               | Troisième                                              |
| -------------- | ---------------------------------------------------------- | ------------------------------------------------------ | ------------------------------------------------------ |
| Manchester     | Allemagne René Enders Max Niederlag Robert Förstemann      | Russie Pavel Yakushevskiy Denis Dmitriev Andrey Kubeev | Royaume-Uni Philip Hindes Jason Kenny Matthew Crampton |
| Aguascalientes | Allemagne René Enders Joachim Eilers Robert Förstemann     | Royaume-Uni Philip Hindes Jason Kenny Matthew Crampton | Australie Nathan Hart Shane Perkins Matthew Glaetzer   |
| Guadalajara    | Pays-Bas Nils van 't Hoenderdaal Hugo Haak Matthijs Büchli | Allemagne Erik Balzer Max Niederlag Joachim Eilers     | Royaume-Uni John Paul Callum Skinner Lewis Oliva       |

#### Classement
| Pos. | Équipe              | Man   | Agua  | Gua   | Pts   |
| 1.   | Allemagne           | 225.0 | 225.0 | 202.5 | 652.5 |
| 2.   | Grande-Bretagne     | 180.0 | 202.5 | 180.0 | 562.5 |
| 3.   | Pays-Bas            | 123.0 | 169.5 | 225.0 | 517.5 |
| 4.   | Russie              | 202.5 | 147.0 | 135.0 | 484.5 |
| 5.   | Nouvelle-Zélande    | 169.5 | 123.0 | 147.0 | 439.5 |
| 6.   | Australie           | 157.5 | 180.0 | 67.5  | 405.0 |
| 7.   | Pologne             | 135.0 | 111.0 | 157.5 | 403.5 |
| 8.   | France              | 147.0 | 54.0  | 169.5 | 370.5 |
| 9.   | Cyclo Channel Tokyo | 111.0 | 135.0 | 123.0 | 369.0 |
| 10.  | Espagne             | 99.0  | 99.0  | 111.0 | 309.0 |

### Poursuite individuelle

#### Résultats
| Lieu           | Vainqueur        | Deuxième        | Troisième      |
| -------------- | ---------------- | --------------- | -------------- |
| Manchester     | Marco Coledan    | Alexander Serov | Sebastián Mora |
| Aguascalientes | Pas d'épreuve    | Pas d'épreuve   | Pas d'épreuve  |
| Guadalajara    | Jenning Huizenga | Mauro Agostini  | Stefan Küng    |

#### Classement
| Pos. | Coureur          | Man | Agua | Gua | Pts |
| 1.   | Jenning Huizenga | 105 |      | 150 | 255 |
| 2.   | Marco Coledan    | 150 |      | 105 | 255 |
| 3.   | Mauro Agostini   | 74  |      | 135 | 209 |
| 4.   | Nils Schomber    | 82  |      | 98  | 180 |
| 5.   | Miles Scotson    | 60  |      | 113 | 173 |
| 6.   | Aleh Ahiyevich   | 66  |      | 74  | 140 |
| 7.   | Alexander Serov  | 135 |      |     | 135 |
| 8.   | Stefan Küng      |     |      | 120 | 120 |
| 9.   | Sebastián Mora   | 120 |      |     | 120 |
| 10.  | Tom Bohli        | 113 |      |     | 113 |

### Poursuite par équipes

#### Résultats
| Lieu           | Vainqueur                                                                 | Deuxième                                                                               | Troisième                                                                          |
| -------------- | ------------------------------------------------------------------------- | -------------------------------------------------------------------------------------- | ---------------------------------------------------------------------------------- |
| Manchester     | Grande-Bretagne Owain Doull Steven Burke Ed Clancy Andrew Tennant         | Australie Glenn O'Shea Alexander Edmondson Mitchell Mulhern Alexander Morgan           | Danemark Lasse Norman Hansen Mathias Møller Rasmus Christian Quaade Alex Rasmussen |
| Aguascalientes | Australie Luke Davison Alexander Edmondson Mitchell Mulhern Miles Scotson | Danemark Lasse Norman Hansen Casper von Folsach Rasmus Christian Quaade Alex Rasmussen | Grande-Bretagne Owain Doull Steven Burke Jonathan Dibben Samuel Harrison           |
| Guadalajara    | Australie Tirian McManus Joshua Harrison Callum Scotson Scott Sunderland  | Suisse Théry Schir Stefan Küng Loic Perizzolo Cyrille Thièry                           | Allemagne Theo Reinhardt Maximilian Bommel Henning Bommel Nils Schomber            |

#### Classement
| Pos. | Équipe           | Man | Agua | Gua | Pts |
| 1.   | Australie        | 270 | 300  | 300 | 870 |
| 2.   | Danemark         | 240 | 270  | 196 | 706 |
| 3.   | Grande-Bretagne  | 300 | 240  | 98  | 638 |
| 4.   | Espagne          | 210 | 180  | 226 | 616 |
| 5.   | Suisse           | 164 | 164  | 270 | 598 |
| 6.   | Allemagne        | 132 | 210  | 240 | 582 |
| 7.   | Russie           | 180 | 196  | 180 | 556 |
| 8.   | Nouvelle-Zélande | 196 | 226  | 132 | 554 |
| 9.   | Belgique         | 120 | 148  | 90  | 358 |
| 10.  | Biélorussie      | 90  | 132  | 120 | 342 |

### Scratch

#### Résultats
| Lieu           | Vainqueur      | Deuxième        | Troisième       |
| -------------- | -------------- | --------------- | --------------- |
| Manchester     | Andreas Müller | Elia Viviani    | Jonathan Mould  |
| Aguascalientes | Owain Doull    | Cheung King Lok | Roman Lutsyshyn |
| Guadalajara    | Pas d'épreuve  | Pas d'épreuve   | Pas d'épreuve   |

#### Classement
| Pos. | Coureur         | Man | Agua | Gua | Pts |
| 1.   | Andreas Müller  | 150 | 66   |     | 216 |
| 2.   | Owain Doull     | 60  | 150  |     | 210 |
| 3.   | Ivan Kovalev    | 105 | 60   |     | 165 |
| 4.   | Moreno De Pauw  | 82  | 82   |     | 164 |
| 5.   | Anton Muzychkin | 49  | 105  |     | 154 |
| 6.   | Vivien Brisse   | 98  | 49   |     | 147 |
| 7.   | Cheung King Lok |     | 135  |     | 135 |
| 8.   | Elia Viviani    | 135 |      |     | 135 |
| 9.   | Roman Lutsyshyn |     | 120  |     | 120 |
| 10.  | Jonathan Mould  | 120 |      |     | 120 |

### Américaine

#### Résultats
| Lieu           | Vainqueur                                    | Deuxième                                 | Troisième                           |
| -------------- | -------------------------------------------- | ---------------------------------------- | ----------------------------------- |
| Manchester     | Pas d'épreuve                                | Pas d'épreuve                            | Pas d'épreuve                       |
| Aguascalientes | Espagne David Muntaner Albert Torres         | Belgique Jasper De Buyst Kenny De Ketele | Russie Artur Ershov Alexander Serov |
| Guadalajara    | Nouvelle-Zélande Patrick Bevin Thomas Scully | Belgique Jasper De Buyst Kenny De Ketele | Suisse Stefan Küng Théry Schir      |

#### Classement
| Pos. | Équipe           | Man | Agua | Gua | Pts |
| 1.   | Belgique         |     | 135  | 135 | 270 |
| 2.   | Espagne          |     | 150  | 82  | 232 |
| 3.   | Nouvelle-Zélande |     | 49   | 150 | 199 |
| 4.   | Hong Kong        |     | 98   | 98  | 196 |
| 5.   | Australie        |     | 74   | 113 | 187 |
| 6.   | Grande-Bretagne  |     | 113  | 54  | 167 |
| 7.   | Mexique          |     | 60   | 105 | 165 |
| 8.   | Russie           |     | 120  | 39  | 159 |
| 9.   | Danemark         |     | 105  | 49  | 154 |
| 10.  | Tchéquie         |     | 90   | 36  | 126 |

### Course aux points

#### Résultats
| Lieu           | Vainqueur         | Deuxième            | Troisième       |
| -------------- | ----------------- | ------------------- | --------------- |
| Manchester     | Martyn Irvine     | Lasse Norman Hansen | Elia Viviani    |
| Aguascalientes | Pas d'épreuve     | Pas d'épreuve       | Pas d'épreuve   |
| Guadalajara    | Kirill Sveshnikov | Thomas Scully       | Roman Lutsyshyn |

#### Classement
| Pos. | Coureur             | Man | Agua | Gua | Pts |
| 1.   | Roman Lutsyshyn     | 105 |      | 120 | 225 |
| 2.   | Kirill Sveshnikov   | 1   |      | 150 | 151 |
| 3.   | Martyn Irvine       | 150 |      |     | 150 |
| 4.   | Thomas Scully       |     |      | 135 | 135 |
| 5.   | Lasse Norman Hansen | 135 |      |     | 135 |
| 6.   | Theo Reinhardt      | 74  |      | 60  | 134 |
| 7.   | Wojtek Pszczolarski | 82  |      | 45  | 127 |
| 8.   | Elia Viviani        | 120 |      |     | 120 |
| 9.   | Jasper De Buyst     |     |      | 113 | 113 |
| 10.  | Owain Doull         | 113 |      |     | 113 |

### Omnium

#### Résultats
| Lieu           | Vainqueur       | Deuxième        | Troisième       |
| -------------- | --------------- | --------------- | --------------- |
| Manchester     | Jasper De Buyst | Tim Veldt       | Luke Davison    |
| Aguascalientes | Luke Davison    | Jasper De Buyst | Artyom Zakharov |
| Guadalajara    | Tirian McManus  | Jasper De Buyst | Thomas Boudat   |

#### Classement
| Pos. | Coureur                | Man | Agua | Gua | Pts |
| 1.   | Jasper De Buyst        | 150 | 135  | 135 | 420 |
| 2.   | Tim Veldt              | 135 | 113  | 66  | 314 |
| 3.   | Thomas Boudat          | 90  | 90   | 120 | 300 |
| 4.   | Luke Davison           | 120 | 150  |     | 270 |
| 5.   | Jonathan Dibben        | 105 |      | 113 | 218 |
| 6.   | Artyom Zakharov        | 74  | 120  |     | 194 |
| 7.   | Sebastián Mora         |     | 96   | 74  | 172 |
| 8.   | Mathias Møller Nielsen |     | 66   | 98  | 164 |
| 9.   | Tirian McManus         |     |      | 150 | 150 |
| 10.  | Eiya Hashimoto         |     | 60   | 82  | 142 |

## Femmes

### 500 mètres

#### Résultats
| Lieu           | Vainqueur          | Deuxième       | Troisième      |
| -------------- | ------------------ | -------------- | -------------- |
| Manchester     | Pas d'épreuves     | Pas d'épreuves | Pas d'épreuves |
| Aguascalientes | Anna Meares        | Miriam Welte   | Lee Wai-sze    |
| Guadalajara    | Anastasiia Voinova | Miriam Welte   | Lee Wai-sze    |

#### Classement
| Pos. | Coureuse           | Man | Agua | Gua | Pts |
| 1.   | Miriam Welte       |     | 135  | 135 | 270 |
| 2.   | Anastasiia Voinova |     | 105  | 150 | 255 |
| 3.   | Lee Wai-sze        |     | 120  | 120 | 240 |
| 4.   | Tania Calvo        |     | 90   | 113 | 203 |
| 5.   | Lisandra Guerra    |     | 74   | 105 | 179 |
| 6.   | Anna Meares        |     | 150  |     | 150 |
| 7.   | Olena Tsos         |     | 60   | 60  | 120 |
| 8.   | Zhong Tianshi      |     | 113  |     | 113 |
| 9.   | Sandie Clair       |     |      | 98  | 98  |
| 10.  | Elis Ligtlee       |     | 98   |     | 98  |

### Keirin

#### Résultats
| Lieu           | Vainqueur      | Deuxième        | Troisième     |
| -------------- | -------------- | --------------- | ------------- |
| Manchester     | Kristina Vogel | Rebecca James   | Sandie Clair  |
| Aguascalientes | Kristina Vogel | Lee Wai-sze     | Rebecca James |
| Guadalajara    | Lee Wai-sze    | Fatehah Mustapa | Sandie Clair  |

#### Classement
| Pos. | Coureuse         | Man | Agua | Gua | Pts |
| 1.   | Lee Wai-sze      | 113 | 135  | 150 | 398 |
| 2.   | Fatehah Mustapa  | 98  | 113  | 135 | 346 |
| 3.   | Kristina Vogel   | 150 | 150  |     | 300 |
| 4.   | Rebecca James    | 135 | 120  |     | 255 |
| 5.   | Sandie Clair     | 120 |      | 120 | 240 |
| 6.   | Daniela Gaxiola  | 36  | 74   | 113 | 223 |
| 7.   | Stephanie Morton | 105 | 82   |     | 187 |
| 8.   | Olena Tsos       | 66  | 66   | 54  | 186 |
| 9.   | Elena Brezhniva  | 82  | 90   |     | 172 |
| 10.  | Kayono Maeda     | 49  | 36   | 66  | 151 |

### Vitesse individuelle

#### Résultats
| Lieu           | Vainqueur      | Deuxième      | Troisième     |
| -------------- | -------------- | ------------- | ------------- |
| Manchester     | Kristina Vogel | Lee Wai-sze   | Rebecca James |
| Aguascalientes | Kristina Vogel | Anna Meares   | Lee Wai-sze   |
| Guadalajara    | Lin Junhong    | Zhong Tianshi | Lee Wai-sze   |

#### Classement
| Pos. | Coureuse           | Man | Agua | Gua | Pts |
| 1.   | Lee Wai-sze        | 135 | 120  | 120 | 375 |
| 2.   | Kristina Vogel     | 150 | 150  |     | 300 |
| 3.   | Anna Meares        | 113 | 135  |     | 248 |
| 4.   | Jessica Varnish    | 105 | 113  |     | 218 |
| 5.   | Stephanie Morton   | 98  | 45   | 74  | 217 |
| 6.   | Anastasiia Voinova | 74  | 74   | 66  | 214 |
| 7.   | Rebecca James      | 120 | 90   |     | 210 |
| 8.   | Tania Calvo        | 60  | 42   | 105 | 207 |
| 9.   | Virginie Cueff     | 90  | 105  |     | 195 |
| 10.  | Miriam Welte       | 30  | 82   | 82  | 194 |

### Vitesse par équipes

#### Résultats
| Lieu           | Vainqueur                                         | Deuxième                                          | Troisième                                          |
| -------------- | ------------------------------------------------- | ------------------------------------------------- | -------------------------------------------------- |
| Manchester     | Allemagne Miriam Welte Kristina Vogel             | Grande-Bretagne Victoria Williamson Rebecca James | Max Success Pro Cycling Lin Junhong Zhong Tianshi  |
| Aguascalientes | Allemagne Miriam Welte Kristina Vogel             | Grande-Bretagne Jessica Varnish Rebecca James     | Russie Elena Brezhniva Anastasiia Voinova          |
| Guadalajara    | Max Success Pro Cycling Lin Junhong Zhong Tianshi | Russie Anastasiia Voinova Ekaterina Gnidenko      | Grande-Bretagne Victoria Williamson Dannielle Khan |

#### Classement
| Pos. | Équipe                  | Man | Agua | Gua | Pts |
| 1.   | Grande-Bretagne         | 135 | 135  | 120 | 390 |
| 2.   | Allemagne               | 150 | 150  | 74  | 374 |
| 3.   | Russie                  | 113 | 120  | 135 | 368 |
| 4.   | Espagne                 | 74  | 98   | 105 | 277 |
| 5.   | Max Success Pro Cycling | 120 |      | 150 | 270 |
| 6.   | France                  | 98  | 45   | 113 | 256 |
| 7.   | Pays-Bas                | 82  | 82   | 90  | 254 |
| 8.   | Australie               | 45  | 105  | 98  | 248 |
| 9.   | Mexique                 | 60  | 66   | 82  | 208 |
| 10.  | Chine                   | 90  | 113  |     | 203 |

### Poursuite individuelle

#### Résultats
| Lieu           | Vainqueur      | Deuxième       | Troisième       |
| -------------- | -------------- | -------------- | --------------- |
| Manchester     | Joanna Rowsell | Rebecca Wiasak | Katie Archibald |
| Aguascalientes | Rebecca Wiasak | Elinor Barker  | Caroline Ryan   |
| Guadalajara    | Pas d'épreuve  | Pas d'épreuve  | Pas d'épreuve   |

#### Classement
| Pos. | Coureuse           | Man | Agua | Gua | Pts |
| 1.   | Rebecca Wiasak     | 135 | 150  |     | 285 |
| 2.   | Caroline Ryan      | 105 | 120  |     | 225 |
| 3.   | Eugenia Bujak      | 113 | 105  |     | 218 |
| 4.   | Aleksandra Chekina | 90  | 74   |     | 164 |
| 5.   | Joanna Rowsell     | 150 |      |     | 150 |
| 6.   | Elinor Barker      |     | 135  |     | 135 |
| 7.   | Katie Archibald    | 120 |      |     | 120 |
| 8.   | Hanna Solovey      |     | 113  |     | 113 |
| 9.   | Ruth Winder        |     | 98   |     | 98  |
| 10.  | Ciara Horne        | 98  |      |     | 98  |

### Poursuite par équipes

#### Résultats
| Lieu           | Vainqueur                                                                  | Deuxième                                                              | Troisième                                                                  |
| -------------- | -------------------------------------------------------------------------- | --------------------------------------------------------------------- | -------------------------------------------------------------------------- |
| Manchester     | Grande-Bretagne Laura Trott Elinor Barker Danielle King Joanna Rowsell     | Canada Gillian Carleton Laura Brown Jasmin Glaesser Stephanie Roorda  | Australie Annette Edmondson Georgia Baker Rebecca Wiasak Elissa Wundersitz |
| Aguascalientes | Grande-Bretagne Katie Archibald Elinor Barker Danielle King Joanna Rowsell | Canada Gillian Carleton Laura Brown Jasmin Glaesser Stephanie Roorda  | Australie Isabella King Amy Cure Rebecca Wiasak Melissa Hoskins            |
| Guadalajara    | Canada Allison Beveridge Laura Brown Jasmin Glaesser Stephanie Roorda      | États-Unis Jennifer Valente Cari Higgins Lauren Tamayo Jade Wilcoxson | Australie Isabella King Georgia Baker Rebecca Wiasak Elissa Wundersitz     |

#### Classement
| Pos. | Équipe          | Man | Agua | Gua | Pts |
| 1.   | Canada          | 270 | 270  | 300 | 840 |
| 2.   | Australie       | 240 | 240  | 240 | 720 |
| 3.   | États-Unis      | 210 | 226  | 270 | 706 |
| 4.   | Pologne         | 196 | 196  | 226 | 618 |
| 5.   | Russie          | 226 | 180  | 196 | 602 |
| 6.   | Grande-Bretagne | 300 | 300  |     | 600 |
| 7.   | Italie          | 180 | 164  | 148 | 492 |
| 8.   | Chine           | 164 | 210  | 108 | 482 |
| 9.   | Belgique        | 120 | 120  | 120 | 360 |
| 10.  | Team USN        | 148 |      | 210 | 358 |

### Scratch

#### Résultats
| Lieu           | Vainqueur          | Deuxième        | Troisième          |
| -------------- | ------------------ | --------------- | ------------------ |
| Manchester     | Małgorzata Wojtyra | Katie Archibald | Tetyana Klimchenko |
| Aguascalientes | Pas d'épreuve      | Pas d'épreuve   | Pas d'épreuve      |
| Guadalajara    | Diao Xiao Juan     | Milena Salcedo  | Evgeniya Romanyuta |

#### Classement
| Pos. | Coureuse           | Man | Agua | Gua | Pts |
| 1.   | Leire Olaberría    | 98  |      | 113 | 211 |
| 2.   | Laurie Berthon     | 105 |      | 98  | 203 |
| 3.   | Małgorzata Wojtyra | 150 |      | 49  | 199 |
| 4.   | Evgeniya Romanyuta | 54  |      | 120 | 174 |
| 5.   | Diao Xiao Juan     |     |      | 150 | 150 |
| 6.   | Laura Basso        | 66  |      | 74  | 140 |
| 7.   | Milena Salcedo     |     |      | 135 | 135 |
| 8.   | Katie Archibald    | 135 |      |     | 135 |
| 9.   | Danielle King      | 90  |      | 45  | 135 |
| 10.  | Alzbeta Pavlendova | 36  |      | 90  | 126 |

### Course aux points

#### Résultats
| Lieu           | Vainqueur      | Deuxième         | Troisième         |
| -------------- | -------------- | ---------------- | ----------------- |
| Manchester     | Laura Brown    | Elizabeth Newell | Jamie Wong        |
| Aguascalientes | Stephanie Pohl | Jasmin Glaesser  | Jarmila Machačová |
| Guadalajara    | Pas d'épreuve  | Pas d'épreuve    | Pas d'épreuve     |

#### Classement
| Pos. | Coureuse            | Man | Agua | Gua | Pts |
| 1.   | Stephanie Pohl      | 113 | 150  |     | 263 |
| 2.   | Jamie Wong          | 120 | 105  |     | 225 |
| 3.   | Anastasia Tchulkova | 90  | 113  |     | 203 |
| 4.   | Elizabeth Newell    | 135 | 39   |     | 174 |
| 5.   | Sofía Arreola       | 66  | 98   |     | 164 |
| 6.   | Jarmila Machačová   | 66  | 98   |     | 164 |
| 7.   | Laura Brown         | 150 |      |     | 150 |
| 8.   | Jasmin Glaesser     |     | 135  |     | 135 |
| 9.   | Valeria Kononenko   | 105 | 27   |     | 132 |
| 10.  | Alzbeta Pavlendova  | 54  | 74   |     | 128 |

### Omnium

#### Résultats
| Lieu           | Vainqueur           | Deuxième         | Troisième      |
| -------------- | ------------------- | ---------------- | -------------- |
| Manchester     | Laura Trott         | Gillian Carleton | Laurie Berthon |
| Aguascalientes | Sarah Hammer        | Laura Trott      | Jolien D'Hoore |
| Guadalajara    | Katarzyna Pawłowska | Isabella King    | Laurie Berthon |

#### Classement
| Pos. | Coureuse            | Man | Agua | Gua | Pts |
| 1.   | Laurie Berthon      | 120 | 90   | 120 | 330 |
| 2.   | Leire Olaberría     | 98  | 98   | 113 | 309 |
| 3.   | Laura Trott         | 150 | 135  |     | 285 |
| 4.   | Isabella King       |     | 105  | 135 | 240 |
| 5.   | Jolien D'Hoore      | 113 | 120  |     | 233 |
| 6.   | Katarzyna Pawłowska |     | 82   | 150 | 232 |
| 7.   | Gillian Carleton    | 135 | 74   |     | 209 |
| 8.   | Sofía Arreola       | 74  | 66   | 30  | 170 |
| 9.   | Sarah Hammer        |     | 150  |     | 150 |
| 10.  | Simona Frapporti    |     | 60   | 82  | 142 |